# Renault Twingo
La Renault Twingo è una vettura di Segmento A prodotta dalla casa automobilistica francese Renault in tre serie dal 1993 al 2024, Twingo è una parola macedonia di twist e tango.

## Storia e contesto
Destinata a sostituire nel listino la Renault 4, la Twingo ha conosciuto fin dal suo esordio ampi consensi, specie per quanto riguarda la prima generazione, la cui principale caratteristica fu quella di declinare il concetto di monovolume nel segmento A del mercato automobilistico.

## Prima serie (1993-2007)
Prima monovolume dagli ingombri di un'utilitaria, la prima generazione rimase a listino per 14 anni. Al suo esordio, la concorrenza era costituita da modelli dall'impostazione più convenzionale, come la Fiat Cinquecento o la Peugeot 106 nelle sue motorizzazioni minori.
Fu realizzata in due versioni, originariamente con motore ad aste e bilancieri di 1200 cm³ di cilindrata, nel 1998, con un lieve restyling è stato introdotto il nuovo motore Energy da 1200 cm³ con iniezione multi point, una novità per le piccole utilitarie (la concorrenza montava sistemi di iniezione single point), seguirà un affiancamento con una versione sportiva con motore a 16 valvole.

## Seconda serie (2007-2014)
La seconda generazione fu introdotta nel 2007; abbandonata la carrozzeria monovolume, il nuovo modello propose invece una più convenzionale carrozzeria berlina a 2 volumi. Questa versione totalizzò 900 000 unità prodotte contro i 2,4 milioni della prima. Con la seconda generazione venne proposta per la prima volta anche in una versione sportiva denominata RS.

## Terza serie (2014-2024)
Se la prima serie fu rivoluzionaria per l'impostazione della sua carrozzeria, la terza generazione lo è stata per la sua impostazione meccanica. Dopo decenni la Renault è tornata alla soluzione con motore posteriore e trazione posteriore. La carrozzeria, più tondeggiante della seconda generazione, è rimasta del tipo a due volumi, ma ha guadagnato due porte posteriori. Nel 2019, la Renault Twingo III subisce un piccolo restyling dei fari anteriori e posteriori.

## Galleria d'immagini
| Sigla              | Logo | Immagine | Periodo produzione |
| ------------------ | ---- | -------- | ------------------ |
| Renault Twingo I   |      |          | 1993-2007          |
| Renault Twingo II  |      |          | 2007-2014          |
| Renault Twingo III |      |          | 2014-2024          |